# Arthur (Film)
Arthur ist eine US-amerikanische Komödie aus dem Jahr 2011 mit Russell Brand und Jennifer Garner, bei der Jason Winer erstmals bei einem Spielfilm die Regie übernahm.

## Handlung
Arthur Bach ist der Milliarden-Erbe eines Finanzimperiums. Sein Vater ist bereits verstorben, so dass sich seine Mutter um die Geschäfte kümmert und Arthur von seiner Nanny Hobson erziehen und von seinem Chauffeur Bitterman in jeder Lebenslage helfen lässt. Der 30-jährige Arthur hat ein massives Alkoholproblem und hat durch das Ausbleiben von alltäglichen Problemen keinen Bezug zur Realität. So kommt es vor, dass er mit seinem Batmobil alkoholisiert mit überhöhter Geschwindigkeit über die Straßen New Yorks jagt und Bitterman hinter ihm die Scherben zusammenfegen muss.
Eines Tages trifft Arthur in der Grand Central Station auf die mittellose Stadtführerin Naomi, die keine Genehmigung zum Nachgehen dieser Arbeit hat und daher von der Polizei gestellt wird. Arthur hilft ihr, diese Situation zu meistern und verliebt sich in sie. Seine Mutter ist über diese ihrer Meinung nach ungleiche Beziehung wenig erfreut und droht ihrem Sohn, ihn zu enterben, sofern er nicht einwilligt, die dem Unternehmen dienliche Zweckehe mit Susan Johnson, der Tochter des Self-Made-Millionärs Burt Johnson, einzugehen, die später ihre Nachfolgerin in der Führung des Familienkonzerns werden soll.
Fortan trifft sich Arthur sowohl mit Naomi, für die er wahre Liebe verspürt, als auch Susan, zu deren Treffen ihn seine Mutter drängt. Für Naomi arrangiert Arthur ein Candle Light Dinner, für das er die Grand Central Station mietet und Artisten engagiert, die für sie in der sonst menschenleere Halle auftreten.
Weil seine langjährige Nanny Hobson schwer erkrankt, kümmert er sich fortan um sie und bereitet den beiden gemeinsame Mahlzeiten. Hobson, die ihr Werk inzwischen als vollendet ansieht, da Arthur sich nun selber versorgen kann, erliegt schließlich ihrer Krankheit.
Entgegen seinen Gefühlen findet sich Arthur schließlich vor dem Traualtar neben Susan. In letztem Augenblick steht er zu seinen Gefühlen und entscheidet sich gegen die Ehe mit Susan. Daraufhin wird er von seiner Mutter enterbt.
Arthur umwirbt seine Liebe Naomi weiterhin und die beiden werden ein Paar. Weil es seine Mutter schließlich doch beeindruckt hat, dass Arthur seinen eigenen Willen durchgesetzt hat, wird er wieder als Erbe eingesetzt.

## Hintergrund
Im Dezember 2008 kündigte Warner Bros. an, eine Neuverfilmung des 1981 erschienenen Films Arthur – Kein Kind von Traurigkeit machen zu wollen, bei dem die Hauptrolle mit Russell Brand besetzt werden soll. Im Februar 2009 wurde bekanntgegeben, dass Peter Baynham, Mitautor von Borat, an einem Drehbuch arbeite.
Im März 2010 wurde bekannt, dass Jason Winer, der für die Leitung von Folgen der US-amerikanischen Mockumentary-Comedy-Serie Modern Family verantwortlich zeichnete, die Regie übernimmt und mit dem Film Arthur sein Spielfilm-Regiedebüt feiern wird. Helen Mirren, die zuvor mit Russell Brand im Jahr 2010 in The Tempest – Der Sturm gearbeitet hatte, trat der Besetzung im April 2010 in der Rolle von Arthurs Nanny bei. Jennifer Garner und Nick Nolte erklärten sich im Juni bereit mitzuspielen.
Der Film wurde in New York gedreht. Seine Produktionskosten werden auf rund 40 Millionen US-Dollar geschätzt. Ein erster Trailer zu Arthur wurde am 11. Februar 2011 veröffentlicht. Die Weltpremiere feierte der Film am 8. April 2011 in den USA und Kanada. Der Film lief am 5. Mai 2011 in den deutschen Kinos an. Am Eröffnungswochenende spielte der Film in den USA mehr als 12,2 Millionen US-Dollar ein, insgesamt beliefen sich seine Einnahmen in den USA auf über 33 Millionen US-Dollar. Am 9. September 2011 wurde der Film von Warner Home Video in Deutschland auf DVD und Blu-ray Disc, die mit FSK-12-Freigaben versehen wurden, veröffentlicht.
Evander Holyfield, der viermalige Weltmeister im Schwergewicht, ist in einem Cameo-Auftritt als Box-Trainer von Russell Brand zu sehen.
In einer Szene, in der Arthur nach der Telefonnummer von Naomi in seinem Mobiltelefon sucht, ist Katy Perez und Kerry Perry im Display des Telefons zu lesen, was zusammengesetzt Katy Perry ergibt, mit der Russell Brand zu dieser Zeit verheiratet war.

## Kritik
Sophie Albers vom Stern ist der Meinung, die Besetzung sei hochkarätig, im Zusammenspiel fehle aber insbesondere zwischen Russell Brand und Greta Gerwig die Magie. Albers lobt die Darstellung von Jennifer Garner und ärgert sich dennoch über das Verpassen einer großen Kinochance.
Alex Todorov von Filmstarts lobt die Besetzung des Films mit Russell Brand, Luis Guzmán, Nick Nolte, Helen Mirren, Greta Gerwig und Jennifer Garner. Die spielfreudigen Darsteller sorgen dafür, dass die vorhersehbare und zahme Rom-Com nicht allzu bieder gerät und gut unterhält. Insbesondere angesichts der Finanzkrise bleibe die Aussage des Films jedoch fragwürdig, in ein paar unausgegorenen Szenen wird handzahme Kritik an der Giersucht der Manager geäußert, die man sich auch getrost hätte sparen können. Dies wissen die Dialoge wieder auszugleichen, denn sie sind zumeist witzig und schnell. Vor allem Arthurs Sprechparts variieren oft in hohem Tempo zwischen innerem Monolog und äußerer Kommunikation. Todorov resümiert: Unterm Strich überzeugt »Athur« als leicht überdurchschnittliche RomCom: Fans des charmanten Originals werden nicht zu bekehren sein, ein unterhaltsames Update ist das konventionelle aber hingebungsvoll gespielte Remake dennoch.
Die Redaktion des Bayerischen Rundfunks ist der Meinung, der Film habe zu wenig Lacher für eine Komödie, da die Teenager-affine RomCom auf die Zähmung des Widerspenstigen durch die »richtige« Frau setzt. Das Remake sei ein lustloses Abbild des »Urfilms«. Die Kameraarbeit der aus Leverkusen stammenden Kamerafrau Uta Briesewitz wirke unterfordert, während Nick Nolte in Robert-Mitchum-Manier seine wuchtige Gestalt ein paar Mal unmotiviert durchs Bild schieben darf und auf Theodore Shapiros Soundtrack hängt der Himmel voller Geigen. Zur Normalform läuft lediglich »Die Queen« Helen Mirren auf.
Philipp Bühler von der Berliner Zeitung freut sich, der britische Komiker Russell Brand findet im Remake »Arthur« die perfekte Rolle, aber auch Helen Mirrens Darstellung sei glänzend. Gleichwohl bedauert Bühler, dass der Film aufgrund seiner Routine nur mäßig zündet. Für Fans von Russell Brand sei der Film dennoch empfehlenswert, so schreibt Bühler: Wertvoll indes ist der Film für alle, die sich von Brand, den die Amerikaner als Abziehbild des irgendwie schwuchteligen Engländers übrigens ganz gern haben, selbst ein Bild machen wollen. Sein schrilles Organ hat die Synchronisation restlos getilgt. Doch immer dann, wenn ihm die brave Regie von Jason Winer gerade nichts zu tun gibt, liefern seine visuellen Eskapaden am Rande die ganz große Show. Russell Brand ist kein Schauspieler, sondern sein eigener Planet, reagiert nicht auf andere, sondern dreht sich nur um sich selbst. Das nennt man wohl eher narzisstisch als exzentrisch. Aber für diese Rolle ist er perfekt.
Wilfried Hippen von der taz resümiert, im Originalfilm von 1981 weckte Dudley Moore Beschützerinstinkte beim Publikum […], ihm konnte man buchstäblich nicht böse sein – das ist nun bei Russell Brand leider anders. Die Szene des Candle-Light-Dinners in der Grand Central Station hingegen wirke grandios, ebenso sei die Besetzung von Helen Mirren gelungen und könne mit John Gielgud mithalten, der 1981 für dieselbe Rolle mit einem Oscar als bester Nebendarsteller ausgezeichnet wurde. Helen Mirren bringt die gleiche würdevolle Distanz wie John Gielgud in die Rolle, aber darunter spürt man auch immer den besorgt mütterlichen Blick. Hippen resümiert, dass die Szenen mit Helen Mirren und Russell Brand zu den besseren Szenen des Films gehören.
Roger Ebert urteilt für die Chicago Sun-Times, die Besetzung der Hauptrollen mit Russell Brand und Helen Mirren reiche nicht an die Originalbesetzung mit Dudley Moore und John Gielgud heran, sei aber ein guter Versuch. Die Dialoge würdigte er als geistreich (witty), schnell (quick) und keinesfalls plump (clunky). Einige Szenen, darunter die Szene in der Grand Central Station, seien übertrieben (overdone), aber zugleich eindrucksvoll (impressive).

## Auszeichnungen
Russell Brand wurde bei den Teen Choice Awards 2011 in der Kategorie Choice Movie Actor: Comedy nominiert, musste sich jedoch Justin Timberlake geschlagen geben, der für seine Darstellung in Bad Teacher ausgezeichnet wurde.